# Tone Norum
 (mai 2013).
Si vous disposez d'ouvrages ou d'articles de référence ou si vous connaissez des sites web de qualité traitant du thème abordé ici, merci de compléter l'article en donnant les références utiles à sa vérifiabilité et en les liant à la section « Notes et références ».
Tone Monika Norum, née le 18 septembre 1965 à Vardø (Norvège), est une chanteuse norvégienne qui a connu le succès dans les années 1980 et 1990 en Suède et Norvège.
, avec des chansons d'inspiration pop rock et country music. C'est la petite sœur du guitariste John Norum (du groupe suédois Europe).
Son premier album, One of a Kind a été composé et produit par Joey Tempest.
Elle a formé un duo avec Tommy Nilsson.
En mai 2013, pour la toute première fois, Tone Norum entame une tournée acoustique en Norvège et en Suède avec son frère John Norum.
Dans une interview du 20 juillet 2013, elle annonce pour l'automne une tournée avec les Blue Harlows, son nouveau groupe de jazz, country et blues composé de trois femmes.

## Biographie
Tone Norum est née à Vardø une petite ville à l'extrême nord de la Norvège. Mais elle n'est qu'un bébé lorsque la famille Norum déménage à Upplands Väsby, ville de la banlieue de Stockholm en Suède.
Dans le sillage de son frère aîné John Norum, âgé de seulement un an de plus qu'elle, Tone apprend la guitare. John ayant formé un groupe qui s'appelle Force (qui deviendra ensuite le groupe Europe), Tone fonde à son tour un groupe de rock appelé The Rose, qui jouera en première partie de Force. Mais c'est en 1985 qu'elle rencontrera le succès avec le single Can't you stay qui se classe numéro 1 aux hit-parades en Suède.
Aujourd'hui, Tone Norum vit à Nyköping, en Suède, avec ses deux enfants et son mari. Ce dernier tient un magasin, dans lequel Tone avoue travailler de temps en temps.
Elle se produit dans quelques concerts, comme en 2011 pour une petite tournée nostalgie.
En 2013, Tone revient à la scène pour des prestations plus régulières avec son frère John Norum. C'est d'abord une tournée acoustique en Suède et en Norvège en avril et mai. En juin 2013, elle fait une apparition au Sweden Rock Festival.
Puis elle annonce une seconde tournée avec John Norum pour l'automne 2013.

## Discographie

### Singles
- Can't You Stay - 1985
- Give a Helpin' Hand (välgörenhetssingel med Swedish Metal Aid) - 1985
- Stranded - 1986
- Built on Dreams - 1986
- Allt som jag Känner/My Summer With You (duo avec Tommy Nilsson) - 1987
- Love Me - 1988
- Point of No Return - 1988
- This Time - 1988
- Running Against the Wind - 1988
- Ett Annat Hav (välgörenhetssingel med Valkören) - 1989
- How Does It Feel? - 1990
- Ordinary Girl - 1990
- 10 Times Out of 1 (duo avec Mikael Rickfors) - 1990
- Who Needs a Broken Heart - 1992
- Don't Turn Around - 1992
- Still in Love/I Can't Stop Loving You - 1992
- You Ain't Going Nowhere - 1996
- Stepping Out/Under a Lucky Sign - 1996
- Trust Me - 1996
- To Be Your Man (avec Peter & The Chiefs) - 1998
- When Love Says Goodbye (avec Jonas Otter) - 2007
- Om Du Har Ett Hjärta* Tone Norum spår 06 - 2011
- VA Till Alf Robertson Med Kärlek 2011